# Krešimir Mikić
Krešimir Mikić (Osijek, 17. travnja 1974.) hrvatski je kazališni, televizijski i filmski glumac.

## Životopis
Zaposlen u HNK u Osijeku do 2001. godine, a nakon toga prelazi u Zagrebačko kazalište mladih gdje je i danas zaposlen. Snimio je tridesetak filmova, nastupa u kazalištu, a često ga se može vidjeti i u reklamama na Hrvatskoj televiziji. Jedan je od najnagrađivanijih hrvatskih glumaca u povijesti s čak pet prestižnih nagrada Hrvatskog glumišta, nekoliko nagrada za glumačko ostvarenje Veljko Maričić na Međunarodnom festivalu malih scena, nagrade Marul na Marulićevim danima, dvije nagrade za najboljeg glumca na Festivalu glumca, nekoliko nagrada Zlatni smijeh na Danima satire Fadila Hadžića i Zlatne Arene za glavnu mušku ulogu na Pula Film Festivalu.
Jedan od dvadeset potpisnika pisma upućenog zagrebačkom gradonačelniku Milanu Bandiću, u kojemu izražavaju svoju zabrinutost imenovanjem Zlatka Hasanbegovića članom Kazališnog vijeća HNK Zagreb.

## Filmografija

### Televizijske uloge
- "Područje bez signala" kao Nikola (2021.)

- "Doba uskoka" kao Ferdinand Habsburg (2021.)
- "Novine" kao Joško Jerkov (2020.)
- "Profesor Baltazar" kao pripovijedač (2019.)
- "Crno-bijeli svijet" kao urednik Danasa (2018. – 2019.)
- "Čarobna ploča: Svijet oko nas" kao učitelj Krešo (2018. – 2019.)
- "Čarobna ploča: Školica" kao učitelj Krešo (2017.)

- "Patrola na cesti" kao Josip (2016.)
- "Tijardović" kao Boris Papandopulo (2013.)
- "Studio 45" kao gost (2013.)
- "Bitange i princeze" kao Dražen Drašković (2008.)
- "Duga mračna noć" kao Robert Neuman (2005.)
- "Žutokljunac" kao Leopold (2005.)
- "Obiteljska stvar" kao Zvone (1998.)

### Muzičke uloge
- "Odlazim (2018.)"Bend - Brkovi" (2018.)

### Filmske uloge
- "Pad" kao Mrsavko
- "Punim plućima" kao Danko (2022.)
- "Zora" (2020.)
- "Dnevnik Diane Budisavljević" kao Robert Stein (2019.)
- "Sve najbolje" kao Karlo (2016.)
- "Svećenikova djeca" kao don Fabijan (2013.)
- "Majka asfalta" kao Milan (2010.)
- "72 dana" kao Branko (2010.)
- "Neka ostane među nama" kao Jura (2010.)
- "Popravilište za roditelje" kao doktor (2010.)
- "Nevrijeme" kao Alen Hajdarević (2009.)
- "Crnci" kao Barišić (2009.)
- "Forecast" kao Marko Matanić (2008.)
- "Iza stakla" kao Miha (2008.)
- "Ma sve će biti u redu" (2008.)
- "Kino Lika" kao Mike (2008.)
- "Put lubenica" kao Bijesni pas (2006.)
- "Libertas" kao svećenik (2006.)
- "Volim te" kao Krešo (2005.)
- "Otac" (2005.)
- "Što je muškarac bez brkova?" kao Filip (2005.)
- "Duga mračna noć" kao Robert Neuman (2004.)
- "Kći mušketira" kao Duke's Aide vojvodin pomoćnik (2004.)
- "Seks, piće i krvoproliće" kao Zlatko (2004.)
- "Žena mušketir" (La Femme Musketeer) kao vojvođin pomoćnik (2004.)
- "Sto minuta Slave" kao Imri (2004.)
- "Družba Isusova" kao Sefard (2004.)
- "Radio i ja" kao Ja (2004.)
- "Onaj koji će ostati neprimijećen" kao Krešo (2003.)
- "Svjedoci" kao Joško (2003.)
- "Svjetsko čudovište" kao činovnik (2003.)
- "Fine mrtve djevojke" kao Daniel (2002.)
- "Život sa žoharima" kao Damijan (2000.)
- "Bogorodica" kao mladi policajac (1999.)
- "Puna kuća" kao Darko (1998.)
- "Anđele moj dragi" kao Kuso (1995.)

### Kazališne uloge
- 2017. - Ponoć (Josip Kosor), režija: Ivan Planinić, ZKM
- 2016. - Crna knjiga (Borut Šeparović), režija Borut Šeparović, ZKM/Montažstroj
- 2015. - Čarobni brijeg (Thomas Mann) - uloga: Behrens, režija: Janusz Kica, ZKM
- 2014. - Kristofor Kolumbo (Miroslav Krleža), režija: Rene Medvešek, ZKM
- 2014. - Hamlet (William Shakespeare), - uloga: Hamlet, režija: Oliver Frljić, ZKM
- 2013. - Ispočetka (Mislav Brečić), režija: Mislav Brečić, Teatar Exit
- 2013. - Europa (Tena Štivičić, Steve Waters, Lutz Hübner i Malgorzata Sikorska), režija: Janusz Kica, ZKM
- 2013. - Tartuffe (Moliere) - uloga: Tartuffe, režija: Jernej Lorenci; ZKM
- 2013. - Galeb (A.P. Čehov) - uloga: Konstantin Gavrilović Trepljov, režija: Bobo Jelčić; ZKM
- 2011. - Moj sin samo malo sporije hoda (Ivor Martinić) - uloga: Mihael, režija: Janusz Kica; ZKM
- 2011. - Mauzer (Borut Šeparović), režija: Borut Šeparović; ZKM
- 2010. - Buđenje proljeća (Frank Wedeking), režija: Oliver Frljić; ZKM
- 2009. - Balon (Mate Matišić), režija: Mislav Brečić; Teatar Exit/Teatar 2000
- 2009. - Brak Marije Braun (Reiner Werner Fassbinder), režija: Tea Alagić Vlašić; ZKM
- 2008. - Najbolja juha! Najbolja juha! (Rene Medvešek), režija: Rene Medvešek; ZKM
- 2007. - Galeb (A.P. Čehov) - uloga: Konstantin Gavrilović Trepljov, režija: Vasilij Senjin; ZKM
- 2006. - Memorise are made of this...performance notes (grupa autora), režija: Goran Sergej Pristaš; BADco.
- 2006. - S druge strane (Nataša Rajković i Bobo Jelčić) - uloga: Krešo, režija: Nataša Rajković i Bobo Jelčić; ZKM
- 2006. - Skakavci (Biljana Srbljanović) - uloga: Milan, režija: Janusz Kica; ZKM
- 2005. - Mala sirena (Hans Christian Andersen) - uloga: Kraljević, režija: Robert Waltl; ZKM
- 2005. - Cyrano de Bargerac (Edmond Rostand) - uloga: Cyrano de Bargerac, režija: Zlatko Sviben; HNK - Osijek
- 2004. - Doktor Dolittle (Hugh Lofting/Boris Kovačević) - uloga: Konj Bepo, režija: Boris Kovačević; ZKM
- 2004. - Veliki bijeli zec (Ivan Vidić) - uloga: Mlaćo, režija: Ivica Kunčević; ZKM
- 2004. - Pas, žena, muškarac (Sybille Berg) - uloga: Pas, režija: Zijah A. Sokolović; Teatar Exit
- 2003. - Naš grad (Thornton Wilder) - uloga: Redatelj, režija: Rene Medvešek; ZKM
- 2002. - M.U.R. (po motivima Marine Cvetajeve, režija i koreografija: Ksenija Zec; Zagrebački plesni ansambl, Teatar &td
- 2002. - Zaštićena zona (Damir Šodan) - uloga: Jovan, režija: Dušan Jovanović; ZKM
- 2001. - Veliki meštar sviju hulja (Miroslav Krleža) - uloga: Bolesna mljekarica, režija: Branko Brezovac; ZKM
- 2001. - Četvrta sestra (Janusz Glowatzky) - uloga: Kostja, režija: Ivica Boban; Dubrovačke ljetne igre
- 2001. - Brat magarac (Rene Medvešek) - uloga: Sv.Franjo, režija: Rene Medvešek; ZKM
- 2000. - Romeo i Giulietta (W. Shakespeare) - uloga: Mercuzio, režija: Ivica Kunčević; HNK-Osijek
- 2000. - Alaska Jack (po motivima R. Carvera) - uloga: Krešo, režija: Saša Anočić; HNK-Osijek, NUS Barutana
- 2000. - Tako je ako vam se čini (L. Pirandello) - uloga: Gosp. Sirelli, režija: Joško Juvančić; HNK-Osijek
- 1999. - Male komedije (Milan Begović) - uloga: Carlos, režija: Nina Kleflin; HNK-Osijek
- 1999. - Žetveni ples (Brian Friel) - uloga: Gerry Evans, režija: Želimir Mesarić; HNK-Osijek
- 1999. - Bistri vitez Don Quijote od Manche (Cerevantes / M. Lupi) uloga - Don Quijote, režija: Zlatko Sviben; Dječje kazalište u Osijeku
- 1998. - Tartuffe (J.P. Molliere) - uloga: Tartuffe, režija: Damir Munitić; HNK-Osijek
- 1997. - Na tri kralja (W. Shakespeare) - uloga: Luda, režija: Zoran Mužić; HNK-Osijek
- 1997. - Dum Marinovi sni (Marin Držić) - uloga: Grubiša, režija: Ozren Prohić; Dubrovačke ljetne igre
- 1997. - Mačak u vreći (Georges Feydeau) - uloga: Tiburce, režija: Nina Kleflin; HNK-Osijek
- 1997. - Lisistrata (Aristofan) - uloga: Korovođa, režija: Dražen Ferenčina; Zadarsko kazalište
- 1997. - Pravac nebo (Ödön von Horváth) - uloga: Lauterbach, režija: Ozren Prohić; HNK-Osijek
- 1996. - Adam i Eva / Hrvatska rapsodija (Miroslav Krleža) - uloga: Mefisto, režija: Zlatko Sviben; HNK-Osijek
- 1996. - Šetnja po krovu (Fran Hrčić) - uloga: Kiki, režija: Nina Kleflin; HNK-Osijek
- 1996. - Pouzdani sastanak (Joza Ivakić) - uloga: Matiša Salajković, režija: Damir Munitić; HNK-Osijek
- 1996. - Romanca o tri ljubavi (Antun Šoljan) - uloga: Vitez, režija: Robert Raponja; INK-Pula
- 1995. - Strossmayer (Ivan Tomljenović) - uloga: Vončina, režija: Petar Šarčević; HNK-Osijek
- 1995. - Smrt Ligeje (Mislav Brumec / E.A. Poe) - uloga: Rafael, režija: Ivica Kunčević; HNK-Osijek
- 1995. - Ćelava pjevačica (Ionesco) - uloga: Vatrogasni kapetan, režija: Nora Krstulović; Dubrovačke ljetne igre
- 1995. - Bljesak zlatnog zuba (Mate Matišić) - uloga: Mijo, režija: Zoran Mužić; HNK-Osijek
- 1995. - Carusel (Zoran Mihanović) - uloga: Svirčević, režija: Vlatko Štefančić; HNK-Osijek
- 1994. - Čaruga (Ivan Kušan) - uloga: Miroslav Frankić, režija: Stjepan Filaković; Hrvatsko kazalište Pečuh, HNK-Varaždin

### Sinkronizacija
- "Jahač zmaja" kao Deepak (2021.)
- "Raya i posljednji zmaj" kao Benja (2021.)
- "Psići u ophodnji: Film" kao Butch (2021.)
- "Mali šef: Obiteljski posao" kao Dr. Ervin Armstrong (2021.)
- "Dolittle" kao dr. John Dolittle (2020.)
- "Gospodin Link: U potrazi za izgubljenim gradom" g. Suzana Link (2019.)
- "Priča o igračkama 4" kao Woody (2019.)
- "Grinch" kao Grinch (2018.)
- "Teletubbiesi" (6. – 7. sezona) kao Dipsy i razni muški likovi u igranim segmentima (2017. – 2018.)
- "Tajni život ljubimaca" kao Ozon (2016.)
- "Kung Fu Panda 3" kao Bogomoljka (2016.)
- "Potraga za Dorom" kao Krešo (2016.)
- "Malci" kao novinarski izvjestitelj (2015.)
- "Božićna priča o igračkama" kao Woody (2014.)
- "Priča o igračkama: Noć vještica" kao Woody (2014.)
- "Asterix: Grad Bogova" kao Senator Prospektus (2014.)
- "Šetnja s dinosaurima" kao Alex (2013.)
- "Zabavosaur Reks" kao Woody (2012.)
- "Pet legendi" kao Mor Mrakula (2012.)
- "Rango" kao Rango i Lars (2011.)
- "Konferencija životinja" kao Billy (2011.)
- "Gnomeo i Julija" kao Paris i član gnomova zbor #1 i #3 (2011.)
- "Kung Fu Panda 2" kao Bogomoljka (2011.)
- "Odmor na Havajima" kao Woody (2011.)
- "Duga" kao pripovjedač(2010.)
- "Priča o igračkama 3" kao Woody (2010.)
- "Priča o igračkama 2" kao Woody (2010.)
- "Shrek uvijek i zauvijek" kao Magarac (2010.)
- "Priča o igračkama" kao Woody (2009.)
- "Strikeball utakmica na Uskršnjem otoku" kao Mike (2008.)
- "Kung Fu Panda" kao Bogomoljka (2008.)
- "Horton" kao Horton (2008.)
- "Divlji valovi" (2007.)
- "Obitelj Robinson" kao Karl (2007.)
- "Shrekov prvi Božić" kao Magarac (2007.)
- "Shrek Treći" kao Magarac (2007.)
- "Arthur u zemlji Minimoya" kao Mihoje, prodavač antikviteta i seide (2006.)
- "Preko ograde" kao Luka (2006.)
- "Tko je smjestio Crvenkapici?" kao zec Bongo (2006.)
- "Žuta minuta" kao Pilić Milić (2005.)
- "Animotoza u zemlji Nondove" kao Rumbo (2005.)
- "Pepeljuga" kao Gus (2005.)
- "Lassie" kao Sam Carraclough (2005.)
- "Shrek 2" kao Magarac (2004.)
- "Riba ribi grize rep" kao Oscar (2004.)
- "Kralj lavova 2: Simbin ponos" kao Nuka (2003.)
- "Potraga za Nemom" kao Krešo (2003.)
- "Action Man" kao Knuck Williams (2002.)
- "Pastuh: Animirana serija" kao Luka

## Nagrade i priznanja
Za predstavu Balon:
- Nagrada Fabijan Šovagović - za najboljeg glumca (17. festival glumca)
- Nagrada čitatelja Slobodne Dalmacije - za najbolje glumačko ostvarenje (20. marulićevi dani)
- Grand prix festival - za najbolju mušku ulogu (27. međunarodni kazališni susreti u Brčkom 2010.)
- Velika mostarska liska - za najboljeg glumca (9. internacionalni festival komedije "Mostarska liska" 2011.)
- Nagrada za najbolje glumačko ostvarenje za tri uloge u predstavi Balon (Festival Petar Kočić, Banja Luka 2011.)

Za predstavu S druge strane :
- Nagrada Reihan Demirdžić - za najboljeg mladoga glumca (46. MESS, Sarajevo, 2006.)
- Nagrada Ardalion - za najbolju mušku ulogu

Za predstavu Moj sin malo sporije hoda:
- Nagrada Zlatni smijeh - za ulogu (36. Dani satire Fadila Hadžića)

Za predstavu Pas, Žena, Muškarac:
- Nagrada hrvatskog glumišta - za najbolju glavnu mušku ulogu (Nagrada hrvatskog glumišta)
- Nagrada Zlatni smijeh  (29. Dani satire)

Zlatna Arena:
- Zlatna arena - za ulogu u filmu Put Lubenica 2006.

## Vanjske poveznice
- Krešimir Mikić u internetskoj bazi filmova IMDb-u (engl.)
- Stranica na ZKM.hr  Arhivirana inačica izvorne stranice od 1. rujna 2011. (Wayback Machine)